# Іларія Оккіні
Іларія Оккіні (італ. Ilaria Occhini; 28 березня 1934, Флоренція — 20 липня 2019, Рим) — італійська кіноакторка.

## Біографія
Уродженка Флоренції, дочка письменника Барні Оккіні і внучка по материнській лінії поета Джованні Папіні.
Розпочала кар'єру в кіно в 1954 році у віці 19 років під псевдонімом Ізабелла Реді. Незабаром після того вступила до Національної академії драматичного мистецтва в Римі, яку закінчила в 1957 році. У тому ж році Оккіні повернулася в кіно з ролями у фільмах «Лікар і знахар» і «Зігфрід».
Крім ролей на великому екрані, в кінці 1950-х акторка почала з'являтися на театральній сцені і на телебаченні. У театрі вона неодноразово з'являлася в постановках Лукіно Вісконті, здобувши за роки своєї театральної кар'єри похвалу багатьох критиків.
У 1992 році Оккіні була удостоєна премії «Nastro d'Argento» за найкращу жіночу роль другого плану у комедійній драмі «Ласкаво просимо в будинок Горі». У 2008 році акторка перемогла в номінації найкраща акторка на Кінофестивалі в Локарно за роль в драмі «Чорне море». У 2010 році вона стала лауреатом премії «Давид ді Донателло» в номінації найкраща акторка другого плану в комедії Ферзана Озпетека «Холості постріли», і в тому ж роки їй була присуджена почесна премія «Срібна стрічка» за її багаторічну плідну кар'єру.
З 1966 року Іларія Оккіна перебуває у шлюбі зі сценаристом Раффаеле Ла Капріо, від якого народила дочку Олександру. Разом з нею акторка відновила сімейні виноградники поблизу міста Ареццо, і з 2001 року займається виробництвом вина власної марки.

## Фільмографія
- 1957: Лікар і чаклун / (Il medico e lo stregone) — Розіна
- 1965: «Комплекси» / (I complessi) — Габріела, епізод «Вирішальний день»
- 1973: «Двоє в місті» / (Deux hommes dans la ville) — Софія Страбліджі
- 2010: «Холості постріли» / (Mine vaganti) — бабуся